# Gmina Kunice
Gmina Kunice je polská vesnická gmina v okrese Lehnice v Dolnoslezském vojvodství. Sídlem gminy je obec Kunice. V roce 2021 zde žilo 7 360 obyvatel.
Gmina má rozlohu 92,7 km² a zabírá 12,5 % rozlohy okresu. Skládá se z 13 starostenství.

## Části gminy
Starostenství
Bieniowice, Golanka Górna, Grzybiany, Jaśkowice Legnickie, Kunice, Miłogostowice, Pątnów Legnicki, Piotrówek, Rosochata, Spalona, Szczytniki nad Kaczawą, Szczytniki Małe, Ziemnice